# 大博科韋
47°45′0″N 30°10′16″E / 47.75000°N 30.17111°E
大博科韋（烏克蘭語：Велике Бокове）是位於烏克蘭西南部的村莊，由敖德萨州波季利斯克区的柳巴希夫卡市鎮負責管轄。該村始建於1792年，面積1.04平方公里，海拔高度94米，2001年人口191，人口密度每平方公里183.13人。